# Sante D'Orazio
Sante D’Orazio (New York, 23 gennaio 1956) è un fotografo statunitense.

## Biografia
Sante D'Orazio è un fotografo di moda statunitense. Nasce a Brooklyn nel 1956, suo padre fa il barbiere, la madre è una cantante lirica. Studia arti figurative al Brooklyn College, fotografia con Lou Bernstein e pittura con Philip Pearlstein. Inizia la sua carriera di fotografo di moda con Vogue Italia nel 1981. Per Vogue Italia e per Vogue Bellezza il fotografo scatta ritratti, beauty e foto di nudo dedicate alle pagine di bellezza.. L'ingresso nello staff di Interview, la rivista di Andy Warhol, lo lancia definitivamente tra le star della foto di moda.
Con il suo stile sensuale e glamorous Sante D'Orazio ha contribuito alla nascita del fenomeno delle supermodels il cui mito rimane, ad oltre venti anni di distanza, inalterato. Linda Evangelista, Cindy Crawford, Christy Turlington, Claudia Schiffer, Naomi Campbell ed Helena Christensen continuano ad apparire ancora oggi sulle copertine dei giornali e nelle sfilate. Oltre alle varie edizioni di Vogue, D’Orazio ha collaborato a GQ, Vanity Fair, Interview e Playboy. Nei servizi che realizza Sante D’Orazio spesso ritrae celebrità come Angelina Jolie, Sharon Stone, Pamela Anderson, Michelle Pfeiffer, Christina Aguilera spesso poco o niente vestite. Molti dei suoi libri fotografici sono realizzati quasi come un diario, con fotografie a cui si aggiungono e sovrappongono scritte e disegni di suo pugno.

## Opere
- A Private View, Penguin Books, 1998.
- Private Moments, Portfolio, teNeues, 2000.
- Sante D'Orazio Photographs, Arena Editions, 2000.
- Her Style, Steidl, 2003.
- Pam: American Icon, Schirmer/Mosel, 2005.
- Katlick School, teNeues, 2007.
- Gianni and Donatella, teNeues, 2007.
- Double Cross, NRW Forum, 2008.
- Barely Private - A Diary Book 1997-Present, Tashen, 2009.
- Polaroids, Chronicle Books, 2016.

## Pubblicazioni
- Vogue Italia
  - 1984 : dicembre
  - 1985 : marzo, settembre, ottobre, novembre
  - 1986 : marzo
  - 1987 : febbraio, maggio, luglio, settembre, ottobre,  novembre
  - 1989 : settembre
  - 1990 : marzo
  - 1992 : luglio, settembre, ottobre, novembre
  - 1993 : febbraio, settembre, novembre, dicembre
  - 1995 : gennaio, febbraio, giugno, dicembre
  - 1997 : aprile, settembre, novembre
  - 2002 : gennaio, luglio, novembre
  - 2002 : marzo
  - 2006 : novembre
  - 2007 : luglio, agosto
  - 2013 : luglio
  - 2015 : marzo

- L'Uomo Vogue
  - 2014 : dicembre

- Vogue Bellezza
  - 1984 : dicembre

- GQ Italia
  - 2001 : aprile

- Vanity Fair Italia
  - 2016 : aprile

- Photo Italia
  - 1987 : luglio
  - 1998 : settembre
  - 2001 : aprile
- Elle UK
  - 2001 : luglio

- Vogue UK
  - 1989 : febbraio, marzo, giugno
  - 1990 : settembre
  - 1991 : luglio

- Vogue Germany
  - 1984 : novembre, dicembre
  - 1985 : marzo, settembre

- Interview
  - 1993: settembre

- Photo
  - 1991 : ottobre
  - 1993 : marzo
  - 2005 : settembre

- Glamour Francia
  - 1988 : marzo

- Vogue America
  - 1986 : gennaio, luglio
  - 1987 : marzo
  - 1988 : marzo
  - 1989 : gennaio
  - 1992 : aprile
  - 1993 : settembre
  - 2001 : febbraio
  - 2007 : settembre

- Allure
  - 1993 : ottobre
  - 1995 : agosto, novembre

- American Photo
  - 1999 : gennaio

## Mostre
- Galleria d'Arte Moderna, Bologna, 1986
- International Festival of Fashion Photography, Barcellona, 1991
- International Festival of Fashion Photography, Monaco, 1992
- International Festival of Fashion Photography, Carrousel, 1994
- International Festival of Fashion Photography, New York, 1998
- Ghost in the Shell: Photography in the Human Soul, The Los Angeles County Museum, Los Angeles, 1999
- Artefiera 2000, Bologna, 2000[4]
- Camera Works Gallery, Berlino, 2002
- Rolling Stones, Camera Works Gallery, Berlino, 2003
- Galeria Zachęta, Varsavia,2003
- Pixels, Stellan Holm Gallery, New York City, 2004
- Jablonka Galerie, Colonia, 2004
- Haus der Kunst, Monaco, 2005
- Pamela Anderson – Icon, Stellan Holm Gallery, New York City, 2005
- Retrospective, Kunsthausewien, Vienna, 2006
- Katlick School, Stellan Holm Gallery, New York 2007
- Double Cross , NRW Forum, Düsseldorf, 2008[5]
- Barely Private, Milk Gallery, New York 2009
- Scratch This, Hiliario Galuera Gallery, Lipsia, 2010
- Christie's, New York, 2013[6]
- Legends(Polaroids) Yoshi Gallery, New York, 2015[7]